# Pedro Teixeira (cầu thủ bóng đá)
Daniel Pedro Martinho Teixeira (sinh ngày 7 tháng 9 năm 1998), hay chỉ Pedro Teixeira, là một cầu thủ bóng đá người Thụy Sĩ thi đấu ở vị trí tiền vệ for the club Young Boys tại Giải bóng đá vô địch quốc gia Thụy Sĩ.

## Sự nghiệp chuyên nghiệp
Teixeira gia nhập câu lạc bộ địa phương Neuchâtel Xamax lúc 10 tuổi. Sau mùa giải ra mắt thành công với Xamax tại Swiss Challenge League, Teixeira ký hợp đồng 4 năm cùng với BSC Young Boys vào ngày 30 tháng 8 năm 2017. Teixeira ra mắt chuyên nghiệp in a 2-1 UEFA Europa League 2017–18 win trước KF Skënderbeu Korçë vào ngày 7 tháng 12 năm 2017.

## Sự nghiệp quốc tế
Teixeira sinh ra ở Thụy Sĩ trong gia đình gốc Bồ Đào Nha, có 1 lần khoác áo U-19 Thụy Sĩ, gần đây đại diện cho U-20 Thụy Sĩ.